# Szitár
A szitár egy indiai húros, pengetős hangszer. A hagyomány szerint egy udvari zenész, Amir Khusrav (1253 körül – 1325) találta fel. A hangszer a tar nevű perzsa lantok egy lényegesen továbbfejlesztett változata; az elnevezés a háromhúrú szetárra utal (a szetár szó szerinti jelentése három húr), a húrok száma a fejlődés során azonban egészen hétig növekedett, nem beszélve a hangzást gazdagító, kiegészítő üres húrokról (csikári) és az aliquot-húrokról (tarab), melyeknek száma tizenkettő és húsz között mozog. A nagyméretű fogólapon mozgatható bundok vannak, melyekkel a játékos az adott zenei módusz hangsorára hangolja be a hangszerét.
A szitár és még nagyobb méretű változata, a szurbahár valósággal szimbóluma az észak-indiai zene ind és perzsa keveredésének, mivel a hangszer lantszerű korpuszát (ez a perzsa elem) a vínaszerű rezonáló tök (ez az ind elem) egészíti ki. Mindkettőben közös viszont – és ez vonatkozik még számos egyéb húroshangszerre is – a rendkívül hajlékony melodikus képesség, valamint az aliquot-húrok biztosította telt, szonórus hangzás. A felhangokban gazdag, zizegő hangzás létrejöttében elsőrendű szerepe van a hangszer különleges húrlábának is, ami úgy van kialakítva, hogy a húrok rezgés közben a lábnak a húrok felfüggesztése fölött meghosszabbított részét érintsék.
A szitár mai, klasszikus szólóhangszer alakját a 18. században nyerte el.

## Külső hivatkozások
- Szitár.lap.hu - linkgyűjtemény